# Jonas Kullhammar Quartet

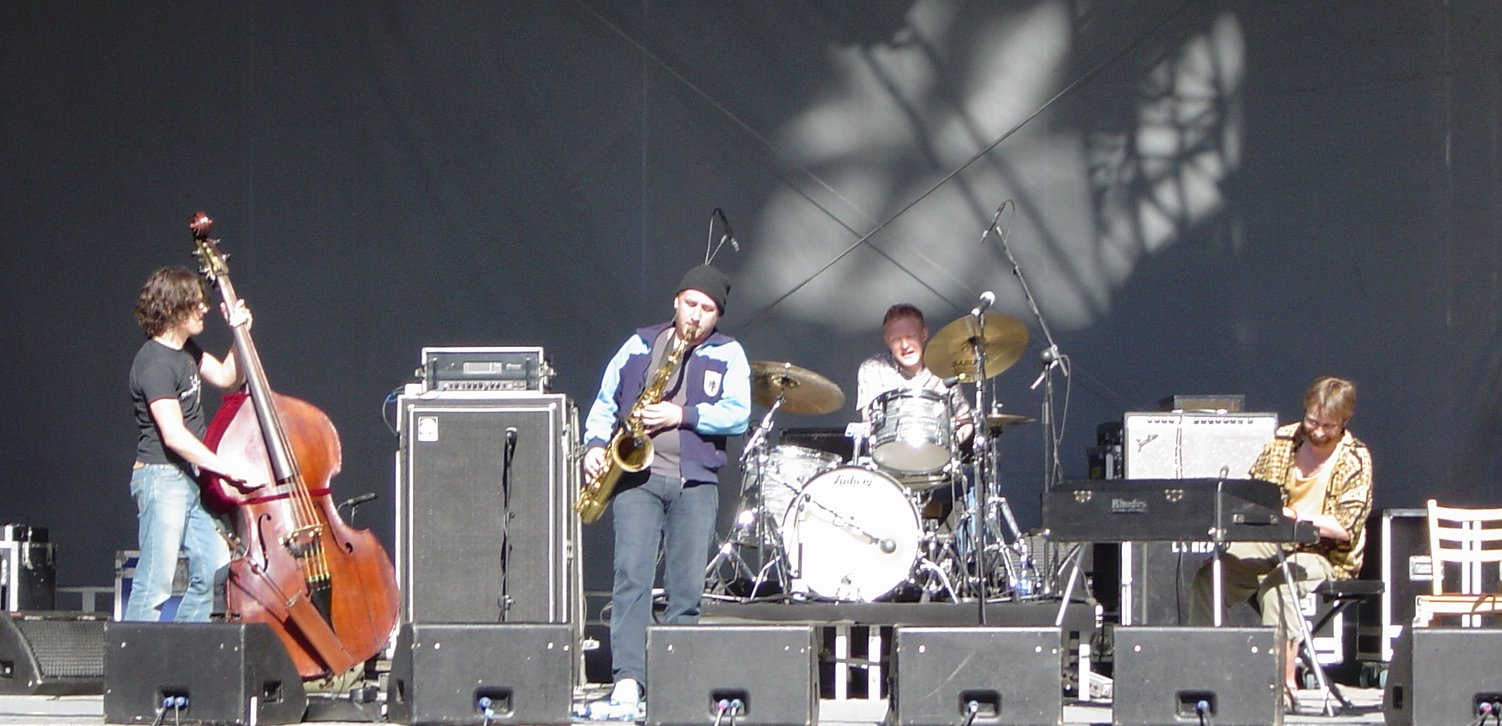
Jonas Kullhammar Quartet spelar på festivalen Accelerator The Big One 2004

Jonas Kullhammar Quartet är en svensk jazzkvartett som bildades 1998. De har sedan starten gett ut nio skivor samt en 8 cd-box på skivbolaget Moserobie, samt medverkat på ett antal samlingsskivor. Gruppen har spelat på såväl jazzklubbar, som rockklubbar och stora jazz- och rockfestivaler runt jorden med stora framgångar.
År 2002 fick gruppen Sveriges Radios kritikerpris jazzkatten i kategorin årets grupp och har grammisnominerats flera gånger.
Kvartetten har genom åren turnerat över hela världen i länder som USA, Kanada, Norge, Lettland, Litauen, Finland, Panama, Kina, Polen, Skottland, England, Mexico, Danmark, Italien, Tyskland, Frankrike, Portugal och Island.
Gruppen gjorde sin sista spelning i december 2013.

## Medlemmar
- Jonas Kullhammar – saxofon
- Jonas Holgersson – trummor
- Torbjörn Zetterberg – bas
- Torbjörn Gulz – piano

## Diskografi
- 2000 – Salut
- 2001 – The Soul of Jonas Kullhammar
- 2003 – Plays Loud for the People
- 2005 – Snake City North (med Norrbotten Big Band)
- 2006 – Son of a Drummer
- 2009 – The Half Naked Truth (8 cd-box)
- 2010 – Från och med herr Jonas Kullhammar
- 2013 – Plays A Love Supreme (limiterad 10" vinyl)
- 2013 – Låt det vara
- 2013 – This Is the End (limiterad vinyl)